# Яблоков, Илья Олегович
Илья Олегович Яблоков (род. 29 сентября 2003, Санкт-Петербург) — российский фигурист, выступающий в одиночном катании. Бронзовый призёр финала Кубка России (2020), чемпион России среди юниоров (2022). Мастер спорта России.

## Биография
Илья Яблоков начал заниматься фигурным катанием в 2007 году. Сначала он тренировался у Надежды Кондулинской и Александра Шубина в Москве, а затем перешёл к Виктории Буцаевой.
Яблоков является «полным кавалером» этапов юниорского Гран-при (бронза в Челябинске, 2019; серебро в Кошице, 2021; золото в Любляне, 2021), победителем турниров Christmas Cup (Будапешт, 2018) и Cup of Tyrol (Инсбрук, 2019), чемпионом Европейского юношеского олимпийского фестиваля (Сараево, 2019). Выиграл первенство России среди юниоров (Саранск, 2022).
На взрослом уровне спортсмен стал серебряным призёром 6-го этапа Гран-При России (Пермь, 2022). На чемпионате России, прошедшем в Красноярске 20 — 25 декабря 2022 г., занял 11 место.

### Сезон 2019/2020
Яблоков был впервые распределён на этапы Гран-при среди юниоров. На своём первом этапе, проводившемся в России, он выиграл бронзовую медаль, уступив своим товарищам по команде Петру Гуменнику и Артуру Даниеляну. Яблоков занял четвёртое место на своём втором этапе в Италии, где его отделило от подиума примерно восемь очков. Благодаря своим достижениям он стал третьим запасным в финале Гран-при среди юниоров 2019.
Спортсмен финишировал 11-м на чемпионате России 2020 года, на котором заменил выздоравливающего от гайморита Михаила Коляду. В феврале Яблоков занял шестое место на первенстве России среди юниоров и впоследствии был назначен первым запасным на чемпионат мира среди юниоров. В финале Кубка России он завоевал свою первую взрослую бронзу, расположившись на пьедестале вслед за Макаром Игнатовым и Антоном Шулеповым.
Яблоков заменил Даниила Самсонова в составе на чемпионат мира среди юниоров после того, как Самсонов отказался от участия из-за проблем со здоровьем. На данном турнире Яблоков был седьмым после короткой программы, но десятым в произвольной программе и финишировал десятым в общем зачёте. Впоследствии Илья заявил, что крайне недоволен своим выступлением.

### Сезон 2020/2021
Часть межсезонья Яблоков провёл на сборах национальной команды в тренировочном лагере «Сириус». Он заболел ангиной за три недели до контрольных прокатов и заразился ротавирусной инфекцией по прибытии в Новогорск. Тренер Ильи Виктория Буцаева назвала его болезнь частью их борьбы за адекватную подготовку к сезону, а также отметила, что его юношеская бронзовая медаль на чемпионате Москвы в сентябре стала поворотным моментом, началом возвращения былой формы.
Из-за пандемии COVID-19 Гран-при среди юниоров, в котором должен был участвовать Яблоков, был отменён. Однако после того, как серия Гран-при была преобразована в полудомашние соревнования, он смог заменить на Rostelecom Cup серебряного призёра чемпионата Европы 2019 года Александра Самарина, который восстанавливался после травмы спины. На данном турнире Яблоков стал десятым в короткой программе и девятым в произвольной программе, заняв девятое итоговое место.
На чемпионате России 2021 года Яблоков допустил ряд ошибок в обеих программах, заняв четырнадцатое место в общем зачёте. На первенстве России среди юниоров Илья удачно выступил в короткой программе, но оказался менее убедительным в произвольной. Казалось, что он выиграл бронзовую медаль, но опустился на четвёртое место после того, как судьи поняли, что четверной сальхов участника Егора Рухина был ошибочно засчитан как тройной. Оценка Рухина с учётом скорректированного базового значения поставила его примерно на 1,5 балла выше Яблокова.

### Сезон 2021/2022
С возобновлением международных соревнований среди юниоров Яблоков принял участие в этапе в Словакии и занял 2 место. Затем он стал победителем этапа в Словении, пройдя квалификацию в финал Гран-при среди юниоров 2021, однако данное мероприятие было отменено из-за опасений, связанных с распространением варианта Omicron. В ноябре Илья впервые принял участие во взрослом международном соревновании — турнире серии «Челленджер» Warsaw Cup, где выступил не лучшим образом, заняв 15 место с результатом 198,32 балла.
На чемпионате России 2022 Яблоков занял четырнадцатое место. В январе стал чемпионом России среди юниоров. Позже принял участие в соревнованиях юниоров в финале Кубка России, где с результатом 229,17 занял 4 место. На юниорский чемпионат мира Яблоков не попал в связи с отстранением российских фигуристов от участия в турнирах под эгидой ISU.

### Сезон 2022/2023
В новом сезоне Яблоков принял участие в серии Гран-При России, позиционируемой в качестве альтернативы международной серии Гран-при. Спортсмен остановился в одном шаге от пьедестала на 4-м этапе «Московские звёзды» и стал серебряным призёром 6-го этапа «На призы Губернатора Пермского края», получив рекордную для себя сумму баллов за обе программы — 264,20. На чемпионате России 2023 Илья финишировал одиннадцатым с результатом 233,68.

### Сезон 2023/2024
На чемпионате России 2024 занял девятое место с результатом 249,51.
В октябре 2024 года объявил о приостановке карьеры и решении работать тренером и участвовать в шоу.

## Программы
| Сезон     | Короткая программа                                                                           | Произвольная программа |
| --------- | -------------------------------------------------------------------------------------------- | --- |
| 2022—2023 | - The Ecstasy of Gold из фильма «Хороший, плохой, злой» Эннио Морриконе в исполнении Il Volo | - Stayin’ Alive Bee Gees - Ain’t No Sunshine Билл Уизерс в исполнении Тома Джонса - Shout The Isley Brothers                      |
| 2021—2022 | - Born to Play Reprise - I Need You Джон Батист хореограф Никита Михайлов                    | - Walk Away Ксавье Мортимер, Максим Родригес - Funny из мюзикла «Город ангелов» Надим Нааман хореограф Никита Михайлов            |
| 2020—2021 | - Лунная соната Людвиг ван Бетховен                                                          | - Walk Away Ксавье Мортимер, Максим Родригес - Funny из мюзикла «Город ангелов» Надим Нааман - Нотр-Дам де Пари Риккардо Коччанте |
| 2019—2020 | - Tick Tock Goes the Clock Джо Бланкенберг                                                   | - Нотр-Дам де Пари Риккардо Коччанте                                                                                              |
| 2018—2019 | - Sarabande Suite Globus                                                                     | - Shake a Tail Feather из фильма «Братья Блюз» The Five Du-Tones в исполнении Рэя Чарльза                                         |

## Спортивные достижения
| Соревнование                      | 15/16         | 16/17         | 17/18         | 18/19         | 19/20         | 20/21         | 21/22         | 22/23         | 23/24         |
| Международные                     | Международные | Международные | Международные | Международные | Международные | Международные | Международные | Международные | Международные |
| --------------------------------- | ------------- | ------------- | ------------- | ------------- | ------------- | ------------- | ------------- | ------------- | ------------- |
| Этап Гран-при. Cup of Russia      |               |               |               |               |               | 9             |               |               |               |
| Warsaw Cup                        |               |               |               |               |               |               | 15            |               |               |
| Национальные                      |               |               |               |               |               |               |               |               |               |
| Чемпионат России                  |               |               |               |               |               | 14            | 14            | 11            | 9             |
| Финал Кубка России                |               |               | 12 J.         |               | 3             |               | 4 J.          |               |               |
| Первенство России среди юниоров   |               |               | 14            | 10            | 6             | 4             | 1             |               |               |
| Спартакиада учащихся России       |               |               |               | 3             | 4             |               |               |               |               |
| Этапы Кубка России. I этап        |               | 5 J.          | 6 J.          |               |               |               |               |               |               |
| Этапы Кубка России. III этап      |               | 7 J.          |               | 1 J.          | 5             | 4             | 3             |               |               |
| Этапы Кубка России. IV этап       |               |               | 5 J.          | 1 J.          | 2             | 4             |               |               |               |
| Этапы Кубка России. V этап        | 12 J.         |               |               |               |               |               |               |               |               |
| Мемориал Н. А. Панина-Коломенкина |               | 2 J.          |               |               |               |               |               |               |               |
| Этапы Гран-при России. III этап   |               |               |               |               |               |               |               |               | 4             |
| Этапы Гран-при России. IV этап    |               |               |               |               |               |               |               | 4             |               |
| Этапы Гран-при России. VI этап    |               |               |               |               |               |               |               | 2             |               |
| Международные среди юниоров       |               |               |               |               |               |               |               |               |               |
| Чемпионат мира среди юниоров      |               |               |               |               | 10            |               |               |               |               |
| Этап Гран-при: Россия             |               |               |               |               | 3             |               |               |               |               |
| Этап Гран-при: Италия             |               |               |               |               | 4             |               |               |               |               |
| Этап Гран-при: Словакия           |               |               |               |               |               |               | 2             |               |               |
| Этап Гран-при: Словения           |               |               |               |               |               |               | 1             |               |               |
| Cup of Tyrol                      |               | 2             |               |               |               |               |               |               |               |
| Европейский юношеский фестиваль   |               |               |               | 1             |               |               |               |               |               |